# 哈巴爾孔山

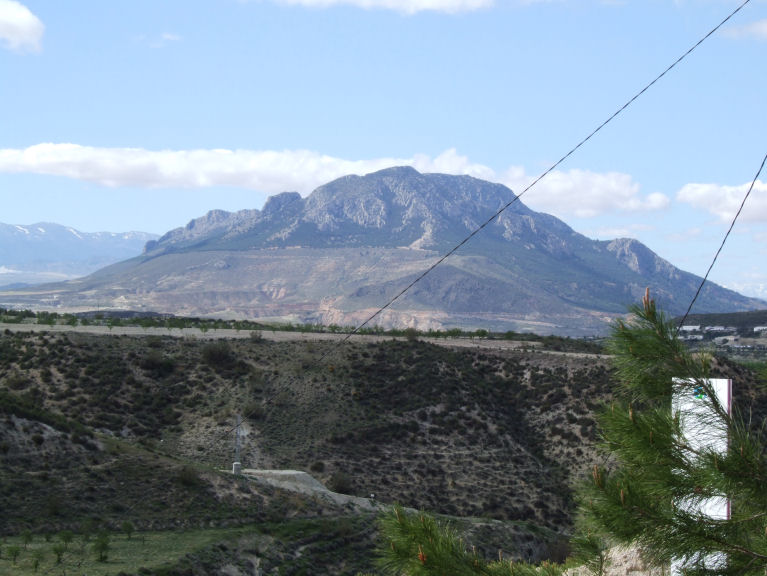

37°34′33″N 2°49′8″W / 37.57583°N 2.81889°W
哈巴爾孔山（西班牙語：Cerro Jabalcón），是西班牙的山峰，位於該國南部格拉納達省，處於巴薩附近，屬於佩尼貝蒂科山脈的一部分，海拔高度1,494米，山體由石灰岩組成。